# Сибирь (журнал)
«Сиби́рь» — литературный журнал, выходящий в Иркутске. Полное название — журнал писателей России «Сибирь».

## История
Основан в 1930 году, первый номер вышел в 1931 году. Первоначально назывался «Будущая Сибирь» (1931—1935), затем — «Новая Сибирь» (1936—1957), «Ангара» (1958—1970) и более 48 лет — «Сибирь» (с 1971). Под названиями «Будущая Сибирь», «Новая Сибирь» и «Ангара» он имел статус альманаха (периодичность: «Новая Сибирь» 1-2 раза в год, «Ангара» вначале 4 раза в год, после слияния с альманахом «Забайкалье» — 6 раз в год). В 1969 году был включён в общесоюзный подписной каталог. В журнале публикуется проза, поэзия, краеведение, критика, публицистика.
На 1 июня 2017 года издано 363 номера журнала.
Главным редактором журнала является иркутский прозаик Александр Донских. Учредитель — Союз писателей России. Журнал выходит при финансовой поддержке Министерства культуры и архивов Иркутской области.

## Ответственные и главные редакторы
- Басов М. М. — 1931—1936
- Молчанов-Сибирский И. И. — 1937
- Мольво В. — 1938
- нет данных об ответственном редакторе, указан лишь состав редколлегии — 1939—1957
- Таурин Ф. Н. — 1958—1963
- Сергеев М. Д. — 1964—1967
- Самсонов Ю. С. — 1967—1969
- Шастин А. М. — 1969—1970
- Николаев Г. Ф. — 1971—1974
- Лапин Б. Ф. — 1974—1979
- Гурулёв А. С. — 1980—1983
- Филиппов Р. В. — 1984—1986
- Козлов В. В. — 1986—2012
- Лаптев А. К. — с 2012
- Донских А. С.

## Совет журнала
- Аксаментов Г. В.
- Антипин А. А.
- Байбородин А. Г.
- Баранов Ю. И.
- Воронов В. В.
- Козлов И. И.
- Михеева Р. Г.
- Попова М. П.
- Сальников А. И.
- Шегебаева С. В.

## Авторы
В «Будущей Сибири», «Новой Сибири», «Ангаре», «Сибири» в разное время публиковались Андрей Антипин, Виктор Астафьев, Анатолий Байбородин, Ким Балков, Василий Белов, Александр Вампилов, Геннадий Гайда, Максим Горький, Алексей Зверев, Виктор Киселёв, Василий Козлов, Леонид Красовский, Владимир Крупин, Борис Лапин, Павел Маляревский, Георгий Марков, Геннадий Машкин, Иван Молчанов-Сибирский, Иван Новокшонов, Евгений Носов, Вильям Озолин, Михаил Ошаров, Валентин Распутин, Моисей Рыбаков, Константин Седых, Владимир Скиф, Василий Стародумов, Аркадий и Борис Стругацкие, Евгений Суворов, Василий Шукшин.

## Наиболее известные опубликованные произведения
- Георгий Марков — «Строговы» (1938—1941).
- Константин Седых — «Даурия» (1939).
- Павел Маляревский — «Канун грозы» (1949).
- Алексей Зверев — «Далеко в стране Иркутской» (1960).
- Иван Новокшонов — «Потомок Чингисхана» (1965).
- Валентин Распутин — «Деньги для Марии» (1967, 2017).
- Александр Вампилов — «Старший сын» (под названием «Предместье») (1968).
- Аркадий и Борис Стругацкие — «Сказка о Тройке» (1969).
- Александр Вампилов — «Двадцать минут с ангелом» (пьеса из «Провинциальных анекдотов») (1970).
- Александр Вампилов — «Утиная охота» (1970).
- Александр Вампилов — «Прошлым летом в Чулимске» (1972).
- Валентин Распутин — «Дочь Ивана, мать Ивана» (2003).

## Награды
- Лауреат Премии губернатора Иркутской области (2006),
- Дипломант Всероссийской литературной Премии «Белуха» им. Г. Д. Гребенщикова[2] (2009).